# Botanical Society of America
De Botanical Society of America is een botanische vereniging die in 1893 is opgericht in de Verenigde Staten. De vereniging komt voort uit de Botanical Club of the American Association for the Advancement of Science. In 1906 werd de vereniging groter toen de Society for Plant Morphology and Physiology (opgericht in 1896) en de American Mycological Society (opgericht in 1903) opgingen in de Botanical Society of America. 
Het doel van de vereniging is de promotie van de gehele botanie, waaronder onder meer ontwikkelingsbiologie, fysiologie, voortplanting, evolutiebiologie, genetica, mycologie, ecologie, systematiek, moleculaire biologie en paleobotanie. De vereniging wil hiertoe professionele botanici en studenten ondersteunen bij het onderzoek van planten. De vereniging is toegankelijk voor zowel professionals als geïnteresseerde leken van over de hele wereld. De vereniging heeft ook corresponderende leden. Deze leden zijn botanici met een internationale reputatie die buiten de Verenigde Staten leven. Ze worden in open bijeenkomsten verkozen. Onder de corresponderende leden zijn prominente botanici als Pieter Baas, William Gilbert Chaloner, Vernon Heywood, Stephen Hopper, Ghillean Prance en Paula Rudall en in het verleden waren dat botanici als Frederick Orpen Bower, Felix Eugene Fritsch, Robert Hegnauer, Albert Kluyver, David Lloyd, Werner Rauh, Dukinfield Henry Scott, Albert Charles Seward, Carl Skottsberg, Cornelis van Steenis, Armen Takhtajan en Hugo de Vries.
De vereniging is in vijftien gespecialiseerde secties onderverdeeld, die zich bezighouden met bryologie en lichenologie, ontwikkelingsbiologie en morfologie, ecologie, economische botanie, genetica, geschiedenis van de botanie, microbiologie, paleobotanie, fycologie, fysiologie, fytochemie, pteridologie, systematiek, onderwijs en tropische botanie. Daarnaast zijn er nog vier regionale, geografische secties die Noord-Amerika omvatten, namelijk het noordoosten, het zuidoosten, het midden van het continent en de Pacific (het westen van Amerika). 
De vereniging is verantwoordelijk voor twee botanische tijdschriften: American Journal of Botany (opgericht in 1914) en Plant Science Bulletin (opgericht in 1955). 
De Botanical Society of America is aangesloten bij de American Institute of Biological Sciences (AIBS), een wetenschappelijke associatie die zich richt op het bevorderen van biologisch onderzoek en onderwijs in de Verenigde Staten. Ook is de vereniging aangesloten bij de Plant Conservation Alliance (PCA), een samenwerkingsverband dat zich richt op de bescherming van planten die van nature voorkomen in de Verenigde Staten. De vereniging werkt samen met de Natural Science Collections Alliance, een Amerikaanse non-profit-associatie die zich richt op de ondersteuning van natuurwetenschappelijke collecties, hun menselijke middelen, de instituten die de collecties huisvesten en hun onderzoeksactiviteiten.